# Historisches Stadtmauerfest (Nördlingen)

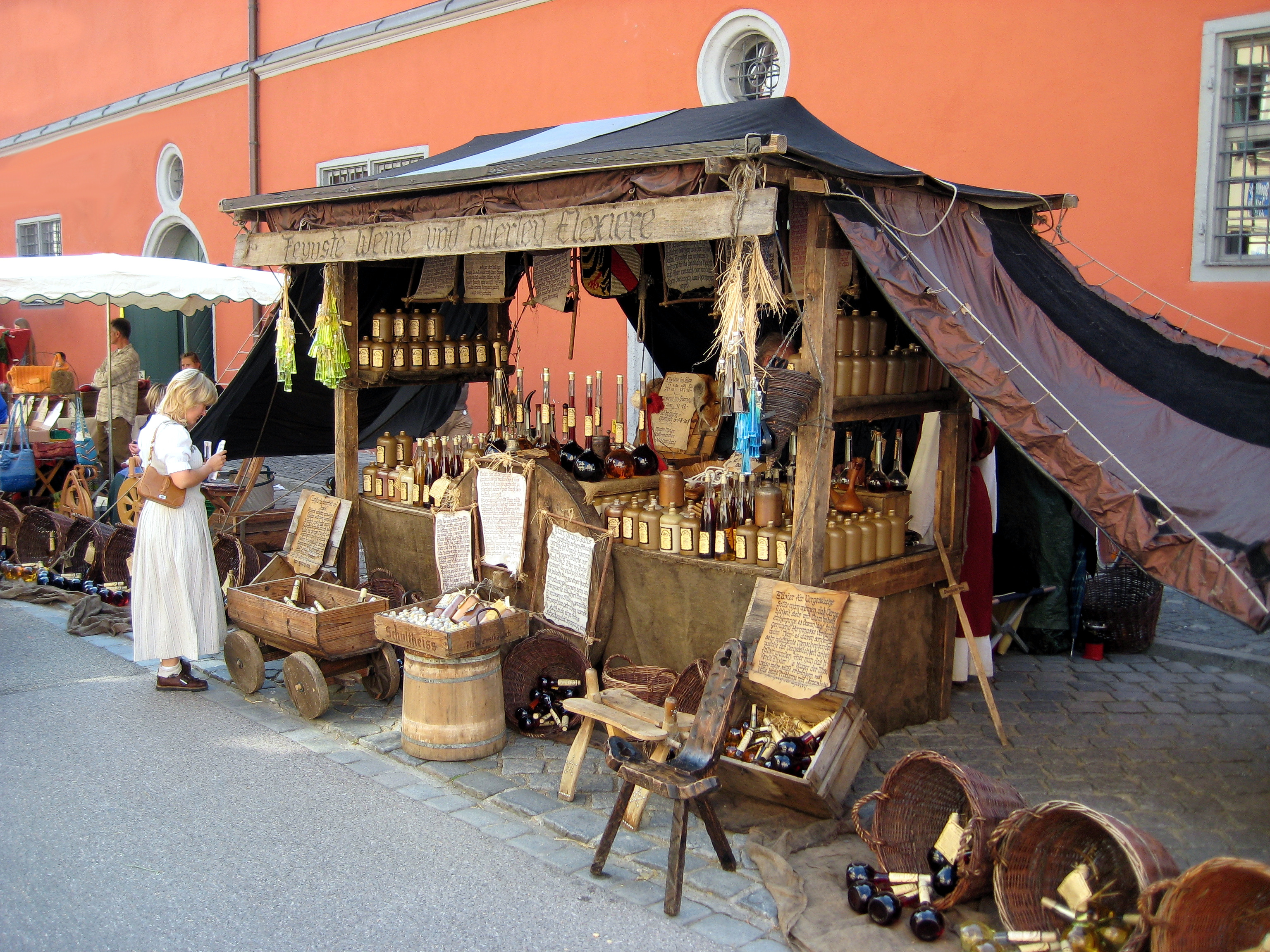
Verkaufsstand im historischen Gewand

Das Historische Stadtmauerfest in Nördlingen findet alle drei Jahre an einem Wochenende im September statt. Von Freitag bis Sonntag ist die Stadt autofrei, und es wird wie anno dazumal ein Pflasterzoll an den Stadttoren erhoben. Unter dem Motto „Eine Stadt erlebt ihre Geschichte“ ist die Stadt während des Fests ins Mittelalter zurückversetzt.

## Geschichte
Das erste „Bürgerfest“ im Jahr 1977 sollte an das 650-jährige Jubiläum der Nördlinger Wehranlage erinnern. In den Jahren 1979, 1981 und 1983 folgten weitere Feste.
Im Jahr 1984 erinnerte das Fest an den 350. Jahrestag der Schlacht bei Nördlingen und lief unter dem Titel „Nördlingen 1634 bis 1984 – eine Stadt erlebt ihre Geschichte“.
Ab dem Jahr 1987 bekam dann das Stadtmauerfest den endgültigen Namen Historisches Stadtmauerfest, das seither in einem dreijährlichen Turnus stattfindet. Im Jahre 1998 wurde das Fest anlässlich der 1100-Jahr-Feier Nördlingens vorgezogen.
Die überregionale Bedeutung des Festes zeigt sich unter anderem an den prominenten Schirmherren aus der bayerischen Landespolitik. Im Jahr 2004 zog das Stadtmauerfest unter der Schirmherrschaft von Monika Hohlmeier mehr als 60.000 Besucher an. Im Jahr 2007 fand das Fest zwischen dem 14. und 16. September unter der Schirmherrschaft von Barbara Stamm statt, es wurden rund 70.000 Besucher gezählt. Das jüngste Stadtmauerfest fand vom 9. bis 11. September 2022 statt.

## Allgemein

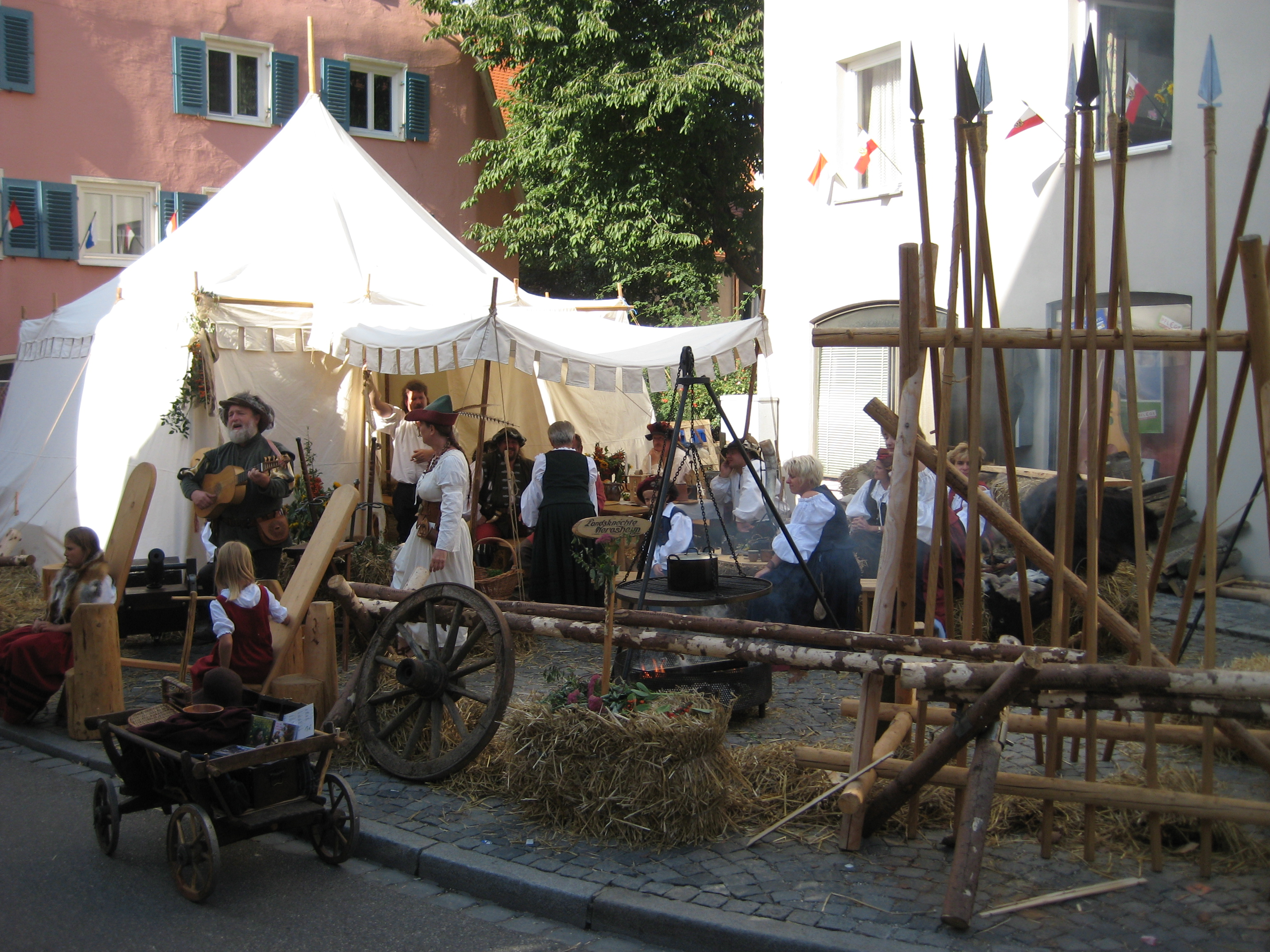
Gesangsduo bei einem Lager

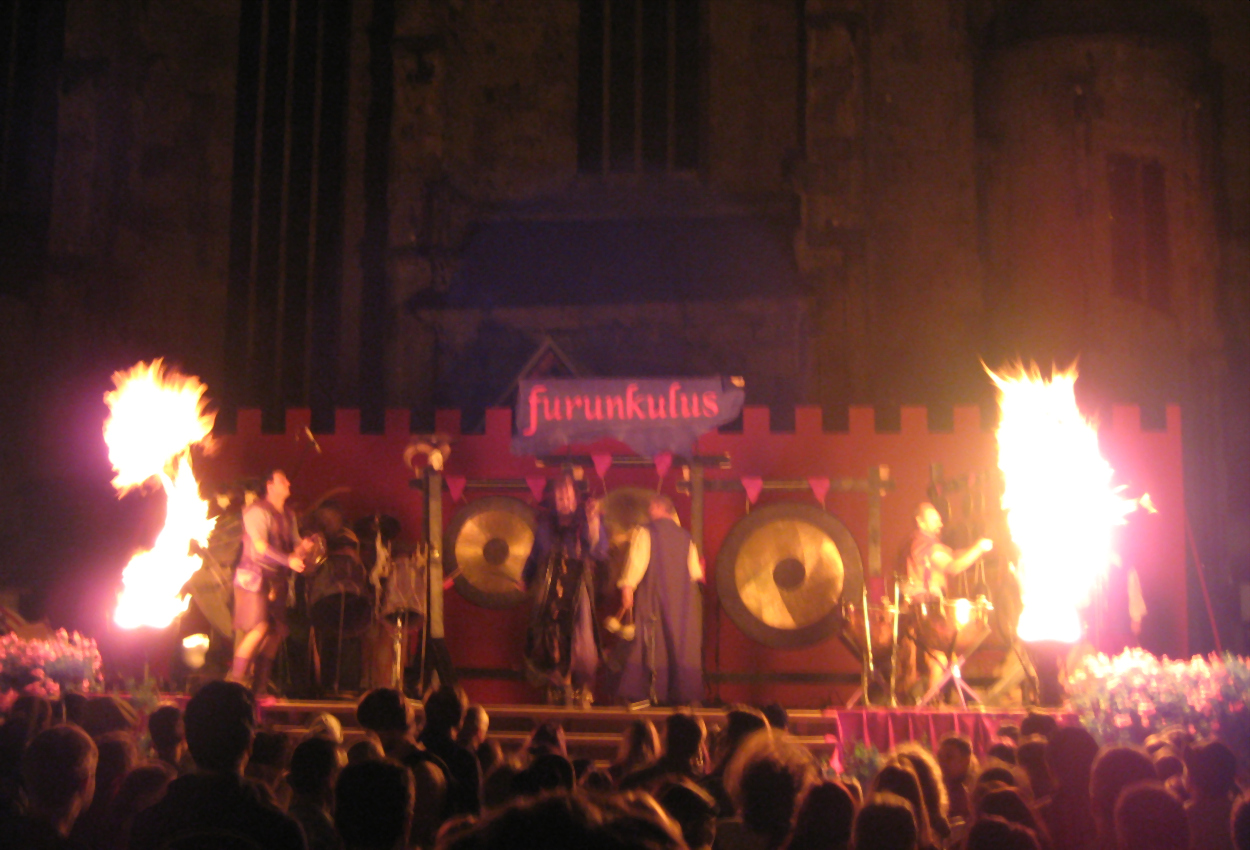
Auftritt der Mittelalterband „Furunkulus“ vor historischer Kulisse 2007

Eröffnet wird das Stadtmauerfest am Freitagnachmittag traditionell mit Musik und historischen Theaterdarbietungen.
Am Samstag findet der große Brauchtums- und Folkloreumzug durch die Altstadt statt. Hier sind Pferde- und Ochsengespanne, Heuwagen, Holzfuhrwerke und Darstellungen bäuerlichen Lebens im Nördlinger Ries zu sehen. Im Jahr 2007 wurden 2000 Teilnehmer und 40 Gespanne gezählt.
Als Höhepunkt gilt der historische Umzug am Sonntag, an dem nur Teilnehmer in historischen Kostümen mitwirken. Die Abschlussveranstaltung ist der Große Zapfenstreich auf dem Marktplatz am Sonntagabend.
Auf den verschiedenen Marktplätzen innerhalb der Stadtmauer sind verschiedene Lager aufgebaut, die das mittelalterliche Treiben zeigen. Hierzu finden Ritterspiele zu mittelalterlicher Musik, Tanz und Theater statt, aber auch historische Handwerker oder Marketender finden ihr Publikum.

## Schirmherren
- 1993: Theo Waigel
- 1996: Otto Wiesheu
- 1998: Edmund Stoiber (Schirmherr der 1100-Jahr-Feier); wurde am Historischen Stadtmauerfest durch Staatssekretär Rudolf Klinger vertreten
- 2001: Carolin Reiber
- 2004: Monika Hohlmeier
- 2007: Barbara Stamm
- 2010: Hans Dieter Beck
- 2013: Karl Michael Scheufele
- 2016: Klaus Pavel
- 2019: Markus Söder[1]
- 2022: Thorsten Glauber